# Gerbillus campestris
Gerbillus campestris (Піщанка північноафриканська) — вид родини мишеві (Muridae).

## Поширення
Проживає по всій Північній Африці і пустелі Сахара: Алжир, Єгипет, Лівія, Малі, Марокко, Нігер, Судан, Туніс. Присутній в посушливих місцях проживання в скелястих районах, також знайдений на орних землях.